# تشارلز فرازير
تشارلز فرازير هو لاعب هوكي الجليد كندي، ولد في 22 يوليو 1897 في Stellarton ‏ في كندا، وتوفي في 9 أغسطس 1970.

## وصلات خارجية
- تشارلز فرازير على موقع دوري الهوكي الوطني (الإنجليزية)
- تشارلز فرازير على موقع قاعة مشاهير الهوكي (لاعب أن.إتش.أل) (الإنجليزية)
- تشارلز فرازير على موقع HockeyDB.com (الإنجليزية)
- تشارلز فرازير على موقع Hockey-Reference.com (الإنجليزية)